# Alaranea
Alaranea és un gènere d'aranyes araneomorfes de la família dels ciatolípids (Cyatholipidae). Fou descrita per primera vegada l'any 1997 per Griswold. Es troben a Madagascar.

## Taxonomia
Alaranea, segons el World Spider Catalog de 2015, és un gènere amb 4 espècies:
- Alaranea alba Griswold, 1997
- Alaranea ardua Griswold, 1997
- Alaranea betsileo Griswold, 1997
- Alaranea merina Griswold, 1997